# Geltenbach
Der Geltenbach ist ein etwa 6 Kilometer langer Bach im Berner Oberland in der Schweiz. Er vereinigt sich bei Legerlibrügg mit dem Tungelbach zum Louwibach.

## Geographie

### Verlauf
Der Bach beginnt unterhalb des Wildhorn und des Gältegletschers auf einer Höhe von etwa 2500 m ü. M. Neben dem Wildhorn befinden sich auch das Gältehore sowie der Arpelistock und das Hüenertürli im Gebiet. Dem Bach fliessen im Verlauf der ersten 1,5 km eine Vielzahl weiterer Bäche zu, die sich im Rottal vereinigen. Auf 2050 m ü. M. verlässt der Bach dieses Gebiet. Etwa 0,4 km fliessen ihm unterhalb der Geltenhütte auf 1980 m ü. M. zunächst von links das Furggebächli zu und danach von rechts ein weiterer kleiner Bach. Der Bach fliesst nun über etwa 1 km durch sein Tal, wo er bei Gälteschutz nach etwa 1 km eine weitere Talstufe passiert. Hier fliessen ihm auf etwa 1650 m ü. M. nun beidseitig ein paar kleinere Bäche zu. Der Bach hat nun zwar die Baumgrenze durchlaufen, fliesst jedoch trotzdem weiterhin durch relativ offenes Gelände. Er erreicht etwa 1 km talabwärts 1590 m ü. M. waldigeres Gebiet. Der Bach fliesst auf dem folgenden Kilometer etwa 200 Höhenmeter talabwärts, bis er schliesslich die Ebene erreicht, wo er sich 0,4 km weiter auf 1376 m ü. M. mit dem von rechts kommenden Tungelbach bei Legerlibrügg zum Louwibach vereinigt.

### Einzugsgebiet
Das Einzugsgebiet des Geltenbachs hat eine Grösse von etwa 14 km². Der höchste Punkt im Einzugsgebiet ist auf 3240 m ü. M. am Wildhorn.